# Ахмад Шамлу

Ахмад Шамлу (персијски: احمد شاملو‎‎, Ahmad Šāmlū, такође познат по књижевном псеудониму A. Bamdad (персијски: ا. بامداد‎‎)) (12. децембар, 1925 –23. јул, 2000) је ирански песник, писац и новинар. Шамлу је најзначајнији песник модерног Ирана. На његову иницијалну поезију утицала је поезија Ниме Јушиџа. Шамлуова поезија је сложена, али уверљиве песничке слике значајно доприносе снази његових песама, које су у суштини једноставне. Као основу, он користи традиционалне слике већ познате иранској публици кроз дела персијских мајстора као што су Хафиз и Омар Хајам. За инфраструктуру и утицај, он користи неку врсту свакодневних слика у којима су персонификовани оксиморонски елементи обогаћени нестварном комбинацијом апстракта, до сада без преседана у персијској поезији, што је узнемирило неке од љубитеља више традиционалне поезије.
Шамлу је преводио са француског на персијски језик, а његови радови су такође преведени на више језика. Написао је и бројне драме, уређивао дела важних класичних песника из Персије, нарочито Хафиза. Његов Ketab-e Koucheh („Књига улице“) у тринаест томова је велики допринос разумевању иранског фолклорног убеђења и језика. Писао је и фикцију и сценарије, дајући допринос дечијој књижевности и новинарству.

## Биографија

### Младост
Ахмад Шамлу је рођен 12. децембра 1925. године у Рашту, у војној породицу и син је Хаидар Шамлуа и Ковкаб Араки. Ахмад је друго дете и једино мушко дете у породици од шесторо деце. Слично као и друга деца, која су одрастала у војним породицама, од раног детињства мењао је школе у различитим градовима, укључујући Хаш и Захедан на југоистоку Ирана, Машхад на североистоку, и Рашт на северу. Шамлуво детињство и адолесценција нису били ни привилеговани ни лаки, а дом није био окружење које би могло да подстакне његову осећајност и често је проналазио утеху у самоћи. Прелазак са породицом из једног града у други представљао је препреку у Шамлуовом образовању.
До 1941. године, док његово средњошколско образовање још увек није било завршено, напустио је Бирџанд и отишао у Техеран. Намеравао је да упише немачку техничку школу у Техерану, једну од најбољих средњих школа тог периода и да научи немачки језик. Прихваћен је у ову школу под условом да му се образовање продужи за две године. Убрзо затим, 1942. године, он и остатак породице су још једном напустили Техеран да се преселе за Горган. Године 1945, он је направио коначни покушај да заврши средњу школу у Урумијеу, али није успео. У двадесет и деветој години живота, након пада премијера Мохамеда Мосадека, Шамлу је ухапшен због тога што је био члан комунистичке партије „Туде” у Ирану и бива затворен на више од годину дана.

### Рана дела
“Ја, као ирански песник, најпре сам учио на поезији Шпанца Лорке, Француза Елуарда, Немца Рилкеа, Руса Мајаковског [...] и Американца Лангстона Хјуза; а тек касније, уз ово образовање, окренуо сам се песмама свог матерњег језика да видим и упознам, рецимо, величанственост Хафиза у једној новој перспективи.”

Ахмад Шамлу
Дебитанско дело Шамлуа „Заборављене песме” (персијски: اهنگهای فراموش شده) било је збирка класичне и модерне поезије. Објављена је 1947. године са уводом који је написао „Ебрахим Дилмаганиан”. Године 1948. почео је да пише у књижевном месечнику под називом „Сохан-е-но”. Две године касније објављена је његова прва кратка прича „Жена иза месинганих врата” (персијски: زن پشت در مفرغی). Његова друга збирка песама, „Манифест” (персијски: قطعنامه), објављена је 1951. године. Он је показивао наклоност према социјалистичкој идеологији. Добио је посао цавтника за културу у амбасади Ирана у Мађарској.
Његову трећу збирку песама, „Метали и осећај” (1952), полиција је забранила и уништила. Његови преводи дела „Злато у прљавштини”, које је написао „Сигмунд Мотриц” и обимног романа „Синови бездушног човека” који је написао „Мор Јокаи”, заједно са свим подацима прикупљеним за његов рад на тему „колоквијалне културе урбаног иранског живота” (познат као „Књига улице”), били су такође конфисковани и уништени. Године 1954. био је затворен 14 месеци. 1955. године превео је и објавио преводе три романа страних европских писаца. Постао је главни уредник књижевног часописа „Bamshad” 1956. године.

### 1957–1959
Достигао је славу захваљујући својој следећој књизи поезије „Свеж ваздух” (персијски: هوای تازه‎‎), која је изашла 1957. године. „Зиа Мовахед”, песник и филозоф, коментарисао је: „Свако ко чита Свеж ваздух данас може да се увери да се овај језик, ова текстура, разликује од свега осталог. У савременој поезији, мало ко је постигао такав ритам као Шамлу. Свеж ваздух је био највећи догађај у нашој поезији после Хафеза.“ Такође је објавио неколико студија о класичној иранској поезији.
Његов превод романа „Босоног”, који је написао „Захарија Станку”, објављен је 1958. године, успостављајући Шамлуов ауторитет као преводиоца. 1959. почео је да објављује кратке приче за децу, да режира документарне филмове и да ради за филмске студије.

### 1960–1969
Године 1960. у продају је пуштена нова збирка његових песама „Башта огледала”.
Године 1961. постао је главни и одговорни уредник часописа „Ketab-e-Hafte”, који мења традицију и језик књижевног новинарства у Ирану. Године 1962. објављени су његови преводи Андреа Жида и „Роберта Мерла”. Две збирке поезије објављене су 1964. године: „Аида у огледалу” и „Моменат и вечност”. Нова збирка песама објављена 1965. је „Аида, дрвеће, успомене и бодеж”, као и нови превод. Такође је започео свој трећи покушај да доврши Књигу улице. Године 1966. објављена је још једна нова збирка песама под називом „Феникс на киши”, а његов књижевни часопис забранило је Обавештајна и безбедносна организација Ирана (SAVAK).
Године 1967. постао је главни и одговорни уредник ’"Хуше-а”. Објављен је његов нови превод Ерскинеа Калдвела, а учествовао је у формирању „Савеза иранских писаца” и учесвовао на неколико поетских читања на иранским универзитетима. 1968. године, започео је студију о Хафизу, великом класичном песнику персијског језика; преводио је песме Гарсије Лорке и Песме о Соломону из Старог завета; организовао је недељу читања поезије за афирмисане и нове иранске песнике, што је било врло добро примљено. Песме које су дебитовале на овом догађају појавиће се у обимној књизи коју је уредио Шамлу. 1969. године, његов недељник је затворила полиција. Уз „Ваздух и огледала”, избор старије поезије, објављена је заједно и збирка нових песама „Оде за Земљу”.

### 1970–1979
Године 1970. објављено је Цветање у магли. Уз то је режирао неколико документарних филмова за телевизију и објавио неколико кратких прича за децу. Године 1971. поновио је неке од својих ранијих превода.
Године 1972. предавао је персијску књижевност на Техеранском универзитету. Шамлу је објавио неколико аудио касета, рецитујући стихове класичних и модерних песника. Постао је члан Иранске академије језика. Објавио је неколико нових превода и написао неколико филмских сценарија. Отпутовао је у Париз ради лечења.
Године 1973. пуштене су у продају две нове колекције, „Аврам у ватри” и „Врата и Велики Кинески Зид”, заједно са неколико нових превода. Песма о Авраму у ватри у збирци Аврам у ватри је једна од најквалитетнијих и најпознатих савремених персијских песама које је написао Ахмад Шамлу. Шамлу повезује своју песму са колективном свешћу читавог света, презентујући карактеристике јунака, чак и друштвених најнижих слојева, на чудесан начин. Тако читамо о човека који се жртвује за земљу и љубав, а ипак издају други из чистог незнања и пристрасности. 1975. објавио је свој рад и студију о Хафизу. Године 1976. путовао је у Сједињене Државе и читао своју поезију у многим градовима. Пре него што се вратио у Иран, учествовао је на фестивалу поезије у Сан Франциску.
Године 1977. објавио је своју нову песму „Бодеж на тањиру”. Напустио је Иран у знак протеста због шаховог режима и остао у Сједињеним Државама годину дана, држећи предавања на америчким универзитетима.
Године 1978. напустио је Сједињене Америчке Државе и отишао у Британију да ради као главни уредник за нову публикацију под именом „Iranshahr’’; али је поднео оставку после 12 бројева и вратио се у Иран, одмах након Револуције. Поново се придружио Савезу иранских писаца и почео је објављивати нови часопис „Ketab-e om'e”, који је постигао велики успех. 1978. година је била веома активна година у његовом животу, у којој је објавио многе песме и преводе и одржао бројна предавања и читања. Такође је изабран у руководству Савеза писаца. 1979. је такође била година интензивне активности. Први и други том Књиге улице отишли су у штампу. Поново је изабран за члана руководства Савеза писаца.

### 1980–2000
Почевши од 1980. године, због тешке политичке ситуације у земљи, водио је прилично осамљен живот који ће трајати наредних осам година, радећи са својом супругом Ајдом на „Књизи савезника”, као и на многим другим књижевним подухватима, укључујући превод „Тихог Дона Михаила Шолохов”. 1984. године је номинован за Нобелову награду за књижевност.
Године 1988. позвао га је „Интерлит”, Светски књижевни конгрес. Обилазио је Европу и одржавао мноштво предавања и читања своје поезије. Његова збирка свих песама је штампана у Немачкој, а он се вратио у Иран. Године 1990. обишао је Сједињене Државе. Организација „Људска права” и „Фонд за слободно изражавање” доделили су му годишњу награду. Објављено је неколико дела о његовој поезији и његовом свеукупном књижевном доприносу.
Године 1991. поново је обишао Европу и вратио се у Иран за још четири године интензивног рада. Те исте године освојио је „Награду за слободу изражавања” коју је доделио [Хјуман рајтс воч] из Њујорка. 1992. године, његов рад Свете речи појавио се на јерменском и енглеском језику. Године 1994. обишао је Шведску одржавајући бројна предавања и читања поезије.
Године 1995. завршио је превод Тихог Дона. У Торонту је одржан посебан скуп иранских писаца и критичара који су разговарали о доприносу Шамлуа персијској поезији. Његова „Aurora” такође је објављена на шпанском. 1999. године је добио Награду Stig Dagerman коју додељује шведске фондације.

### Лични живот
Шамлу се женио три пута. Године 1947. оженио се „Ашрафом Ислами” (умрла 1978) и заједно су имали три сина и ћерку: „Сијаваш Шамлу”, (1948-2009), „Сирус Шамлу”, „Саман Шамлу”, Саги Шамлу. Развели су се 1957. године након неколико година сукоба и дугог разилажења. Његов други брак са „Туси Хајери Мазандарани” (умрла 1992), која је била четрнаест година старија од Шамлуа, завршио се разводом 1963. године након четири године брака.
Потом је упознао „Аиду Саркисиан” на пролеће 1962. године и венчали су се две године касније 1964. године. Аида је пореклом из јерменско-иранске породице која је живела у истом насељу као Шамлу. Њена хришћанска породица се противила браку ѕбог исламске припадности породице Шамлу. Штавише, Шамлу је био старији и два пута се разводио. Она је постала инструментална фигура у Шамлуовом животу и остали су заједно до његове смрти 2000. године. Њено име се појављује у многим његовим каснијим песмама. Тренутно живи у Караџу.

### Смрт
Суочавајући се са неколико болести истовремено, физичко стање Шамлуа се погоршало 1996. године. Прошао је кроз неколико операција, а 1997. године десно стопало је ампутирано услед тешких проблема са дијабетесом. Умро је у недељу, 23. јула 2000. у 9 часова, у свом дому у Дехкадеу у Караџу због компликација његовог дијабетеса. 27. јула хиљаде људи је учествовало на погребу Ахмад Шамлуа. Сахрањен је у месту Емамзадех Тахер, Караџ.

## Дела и стил
„Снимке његове поезије са његовим гласом можете пронаћи у готово сваком иранском дому. Пре много година се претворио у мит. Његове речи имале су харизму и магију пророка. Није био вођен декретима. Само је живео и његов живот и речи расули су се кроз ум и срца неколико генерација иранских хуманиста и либерала, пружајући им наду, веру и аспирацију“.

Есмаил Нуријала
Ахмад Шамлу је објавио више од седамдесет књига: 16 књига поезије; 5 антологија поезије; 5 књига, укључујући романе, кратке приче и сценарије; 9 књига дечије књижевности; 9 превода поезије на персијски; 21 роман преведен на персијски; 5 збирки есеја, предавања и интервјуа; изашло му је до данас десет томова Књиге улице.
Поетска визија Ахмада Шамлуа слаже се и са западним модернистичким концептима и савременом трансформацијом класичне персијске поезије. Шпански песник Федерико Гарсија Лорка, афроамерички песник „Лангстон Хјуз”, француски мислилац и писац Луј Арагон и Нима Јушиџ су неке од личности који су утицали на њега. Један је од ученика Нима Јушиџа, Шамлу, који је био у генерацији која је усвојила његове технике, стално је тражио неопробане путеве, нове поетске светове. Брзо је постао носилац заставе младих иранских песника и писаца, међу којима су „Форугх Фарохзад”, Сохраб Сепехри, Мехди Ахаван Салес, „Јадолах Ројаи”, „Носрат Рахмани” и „Надер Надерпур”.
Шамлу је познат по томе што користи стил и речи свакодневног човека. Развио је једноставан, слободан поетски стил, познат у Ирану као „Сепид персијска поезија” (буквално значење персијска поезија у белом стиху), који је нека врста слободног стиха који одступа од чврсто избалансираног ритма и рима класичне персијске поезије. Теме у његовој поезији крећу се од политичких питања, углавном слободе, до људског стања.
Шамлуове песме су испуњене митолошким концептима и симболима како би овековечиле наизглед једноставне и обичне личности, које су политички осуђене за своја револуционарна уверења која, без обзира на сузбијање владе, заправо одражавају дубоку љубав активиста према њиховој нацији и народу. Иако је његов фокус чистота таквих особа, од којих су многи његови блиски пријатељи, Шамлу смело пише своје елегијске песме и не уздржава се од критику, осуђујући лицемерје и окрутност друштва.

## Политички погледи
Шамлу је био марксиста и интелектуалац који је уплео личну љубав и наклоност у своје друштвене ставове. Он је био главна снага у интелектуалном покрету против бившег шаха Ирана пре револуције 1979. године. Током свог дугог живота, Шамлу је био политички активан и затворен двапут. Прво након завршетка Другог светског рата, а затим након државног удара, али је наставио социо-политичку активност писањем песама посвећених политичкој и друштвеној критици чак и након иранске револуције. Године 1976. напустио је своју земљу; што је био вид протеста против цензуре и гушења политичке атмосфере. 1977. године, годину дана пре колапса Шаховог режима, потписао је отворено писмо које је подржавало права и окупљања чланова Савеза писаца Ирана. Нови исламски режим није био повољан за њега, сматрајући га антисламистичким националистичким елементом, издајником и позападњаченим писцем. Међутим, с обзиром на његову популарност, владајуће свештенство га није могло ухапсити, али у исто време није дозволило објављивање његових дела, и то за много година. Од почетка деведесетих, његове песме су се појављивале у многим књижевним часописима.

## Награде
- Награда „Foroogh Farrokhzad”, 1973
- Награда „Слобода изражавања“ додељена од стране Хјуман Рајтс Воча, 1990.
- Награда „Stig Dagermanа”, 1999.[1]
- Награда Слободна реч додељена од стране Песника свих нација у Холандији, 2000.

## Књиге
- Заборављене песме (1947)
- Пресуда (1951)
- Песме гвожђа и осећања (1953)
- Свеж ваздух (1957)
- Башта огледала (1960)
- Аида у огледалу (1964)
- Моменат и вечност (1964)
- Аида, дрвеће, успомене и бодеж (1965)
- Феникс на киши (1966)
- Цветање у магли (1970)
- Аврам у ватри (1973)
- Врата и Велики кинески Зид (1973)
- Од ваздуха и огледала (1974)
- Бодеж на тањиру (1977)
- Мале рапсодије изгнанства (1979–1980)
- Хвалоспеви без користи (1992)
- Ћорсокак и заљубљени тигрови (1998)
- Прича Маханове живости (2000)
- Књига улице (1978– па до сада)

Превод на француском:
- Châmlou, Ahmad. , tr. Ahmad Kamyabi Mask. Paris: A. Kamyabi Mask. Choix de poèmes. 2000. ISBN 9782910337070.
- S̆āmlū, Aḥmad. . tr. Parviz Khazrai. Orphée, La Différence. Hymnes d'amour et d'espoir. 1994. ISBN 9782729110062.